# Équipe cycliste Plowman Craven-Madison
L'équipe cycliste Plowman Craven est une équipe cycliste britannique, active entre 2017 et 2019. Durant son existence, elle participe aux circuits continentaux de cyclisme et en particulier l'UCI Europe Tour. À l'issue de la saison 2009, l'équipe perd son statut d'équipe continentale.

## Saison 2009

### Effectif
| Coureur                | Date de naissance | Nationalité | Équipe 2008           |
| ---------------------- | ----------------- | ----------- | --------------------- |
| Stephen Adams          | 06.12.1988        | Royaume-Uni | Néo-pro               |
| Tom Barras             | 21.06.1978        | Royaume-Uni |                       |
| Tony Gibb              | 12.07.1976        | Royaume-Uni |                       |
| Jeroen Janssen         | 13.05.1984        | Pays-Bas    | Néo-pro               |
| James Millard          | 24.04. 1981       | Royaume-Uni |                       |
| Jon Mozley             | 01.04.1987        | Royaume-Uni | Néo-pro               |
| Thomas Murray          | 6.12.1985         | Royaume-Uni | Pinarello Racing Team |
| Evan Oliphant          | 8.01.1982         | Royaume-Uni |                       |
| Marc Perry             | 01.10.1986        | Royaume-Uni |                       |
| Jonathan Tiernan-Locke | 26.12.1984        | Royaume-Uni | Néo-pro               |

## Saison 2008

### Effectif
| Coureur          | Date de naissance | Nationalité | Équipe 2007                   |
| ---------------- | ----------------- | ----------- | ----------------------------- |
| Tom Barras       | 21.06.1978        | Royaume-Uni | Ex-Pro (DFL-Cyclingnews 2006) |
| Simon Gaywood    | 22.04.1979        | Royaume-Uni |                               |
| Tony Gibb        | 12.07.1976        | Royaume-Uni |                               |
| Alex Higham      | 08.10.1978        | Royaume-Uni | Ex-Pro (Agisco-Dart 2006)     |
| James Jackson    | 10.09.1988        | Royaume-Uni | Néo-pro                       |
| James Millard    | 24.04.1981        | Royaume-Uni |                               |
| Evan Oliphant    | 08.01.1982        | Royaume-Uni | DFL-Cyclingnews-Litespeed     |
| Marc Perry¹      | 01.10.1986        | Royaume-Uni | Ex-Pro (Rochelle 2005)        |
| Simon Richardson | 21.06.1983        | Royaume-Uni | Néo-pro                       |

¹ depuis le 15/08

### Victoire
| Date       | Course                        | Pays    | Classe | Vainqueur        |
| ---------- | ----------------------------- | ------- | ------ | ---------------- |
| 22/05/2008 | 5e étape du FBD Insurance Rás | Irlande | 2.2    | Simon Richardson |